# 澀谷昴
澀谷昴（1981年9月22日—）是日本的歌手、演員，原為傑尼斯事務所旗下團體「關西傑尼斯8」成員之一。在團體以樂團形式演出時，澀谷昴負責演奏吉他及擔任主唱。

## 概要

### 傑尼斯在籍時代
- 1996年9月22日，15歳生日當天，母親給予5000日元後參加事務所的甄選會，之後就成為事務所的練習生。與丸山隆平是同一場甄選會。
- Jr.時期與瀧澤秀明一起被稱呼為「東之瀧澤、西之澀谷」（東の滝沢・西の渋谷），因為俊美的外貌與頗受好評的歌唱實力而擁有極高的人氣。
- 2002年與關西Jr.一起組成關西傑尼斯8，2004年8月以《浪花伊呂波節》的關西限定盤CD出道。
《浪花伊呂波節》之後在澀谷生日的同一天（9月22日）發行全國盤。
- 是關西傑尼斯8的主唱，小傑尼斯時代也擁有多首自己專屬的獨唱曲。
- 對於做詞這件事相當積極，以往在電視上及演唱會上也曾多次披露，計有以下歌曲。
2001年「SA☆WER」「Window」
2002年「Pray」
2003年「Soul way」
2004年「永遠」「青い空」「ONE」（『KJ1 F・T・O』収録）
2005年「greedy」
2006年「群青涙」「海へ」「everyday music」「High Position」
2007年「琉我」（收錄於『KJ2 ズッコケ大脱走』）
2010年「revolver」（『8UPPERS』收錄）
- 不僅只與歌曲，在演唱會上也曾與村上信五一起演出相聲段子，其組合名稱為「松原かずひろ．」。 『松原かずひろ』是澀谷而『．（點）』是村上。
- 與安田章大、丸山隆平、大倉忠義一起組成名為「すばるBAND」的BAND。澀谷為主唱及吉他手。
- 與横山裕、安田章大組成「三兄弟」，化名為春゛（baru），是主唱。（設定上，實際年齡比澀谷小的安田是次男，而澀谷則為三男）。
- 2006年8月29・30日・9月17日以「渋谷すばるwith大倉BAND」的名義與大倉忠義・FIVE於東京國際FORUM舉辦演唱會。
- 關8中的代表色是紅色 ，據本人說這是自己喜歡的顏色。
- 2015年2月上映的電影『味園ユニバース』主演
- 2018年4月15日 ，召開記者會宣布將在年中退出關西傑尼斯8，並於同年底結束22年間與傑尼斯事務所的演藝的合約，將以海外為據點專注於歌手工作[1][2][3]。

### 獨立音樂人時代

#### 2019年
- 2月28日 ，公開個人官方網站渋谷すばるです。 （页面存档备份，存于），並發佈本人的留言以及影像，是自傑尼斯事務所脫退後，第一次公開發表個人消息。
- 4月26日、於個人網站公布成立個人官方歌迷會「shubabu」、並將入主日本華納音樂、成立個人音樂品牌「World art」，準備於同年秋天以正式CD出道。
- 9月13日・20日・27日、出道專輯『二歳』初公開、公開順序曲目為:「我們人類啊」「洞穴生活」「我的歌」
- 10月8日・9日、於大阪・難波Hatch、東京・品川Stellar Ball、展開專輯『二歳』的初回限定盤特典DVD收錄影像鑑賞會、是個人會員網站「Shubabu」開啟後第一次的會員限定活動，名為:「babu会 vol.0」。[4]。
- 10月9日、獨立後的第一張專輯『二歳』發行。
- 12月25日、參與了於INTEX大阪的音樂祭活動:『FM802 30PARTY FM802 ROCK FESTIVAL RADIO CRAZY 2019』中的致敬企画「THE YELLOW MONKEY致敬LIVE[5]」中做為特別嘉賓驚喜演出、並演唱了THE YELLOW MONKEY的名曲「薔薇色的日子」。[6]。

#### 2020年
- 1月28日〜2月26日、展開作為獨立音樂人的首場演唱會『渋谷すばる LIVE TOUR 2020 二歳』[7]。並且也公布了海外演出的預定、但因新型冠狀肺炎「COVID-19」影響，為預防感染擴散，海外公演決定全數中止[8]。
- 3月17日、個人第一次的戶外公演『渋谷すばる LIVE 2020「二歳と364日」』原定於大阪舞洲體育島 太陽廣場特設會場演出[9]也因為新冠肺炎「COVID-19」影響而中止公演[10]。
- 4月29日、預定參加大阪城音樂廳展開的音樂祭『FM802 SPECIAL LIVE REQUESTAGE 2020』[11]也因前述新型冠狀肺炎「COVID-19」影響中止演出[12]。
- 7月1日、第一部影像作品『Documentary Film 「二歳と364日」』與寫真書『Documentary Live Photo 「二歳と364日」』同時發售[13]。
- 11月11日，發行第二張創作專輯『NEED』，並宣布2021年4月8日起，將有巡迴演出。

#### 2021年
- 2月21日，公布原定4月開跑的巡迴『渋谷すばる LIVE TOUR 2021』演出因疫情考量，決定全數中止。
- 4月19日，公布為阪神競馬場-春季天皇賞的特別電影「天、駆ける春。」製作主題曲-『塊』
- 4月21日，因原定巡演取消，改為舉辦線上收費演唱會『渋谷すばる ONLINE LIVE 2021 NEED』
- 5月8日，於個人會員網站部落格宣布『結婚』消息，並表示人生很快樂。

## 參加的組合
- KYOTO大原村
- YOUNG JOHNNY
- J2000
- 關西傑尼斯8
- Respect Team

## 相關介紹
- 羅馬音：SHIBUTANI SUBARU
- 名字的由來是母親當時很喜歡的知名電視劇「2年B組仙八先生」裡，本木雅弘的角色名「森田すばる」而來。
- 是三兄弟當中的次男，與母親的感情相當好，常在電視上談到母親的事情，平常似乎很常一起去上街。
- 曾在節目上表示自己與母親、外婆十分神似，但卻與自己的兄弟長相完全不同，甚至因此懷疑自己不是這個家的小孩。向母親問到這個問題時，母親便回答他說其實是從扭蛋機裡把他轉出來的，還因此沮喪了好幾天。
- 澀谷的哥哥是個釣魚的能人，在澀谷開始出現在雜誌上之前就經常接受釣魚雜誌的訪問。
- 尊敬的事務所前輩：堂本剛（KinKi Kids）。
- 與村上信五的家之間很近，似乎也因此有許多共同的朋友。
- 髮型算是十分多變，至今為只雖然還沒試過光頭造型，但本人似乎很想嘗試看看。
- 因為身型與衣著的品味都與安田章大十分接近，因此私底下時常一起上街。澀谷昴說過，就算兩人都沒進這一行，只要有機會認識，他和安田也一定會變成好朋友的。
- 似乎對生的肉很沒辦法。
- 對菇類完全不行。
- 成員們多半稱呼他為「Subaru」，偶爾會叫他渋やん（Shibuyan）。而因為電視節目スカ☆J一番星裡的角色設定為中年上班族，因此成員們偶爾也會在節目中稱呼他為小老頭。
- 自創了「Eighter」這個詞來稱呼所有關8的fans，稱呼自己的fans時則用「すばちゃんVIP」（suba chan VIP）的稱呼。
- 討厭吃紅蘿蔔。因為媽媽也討厭所以沒有出現在餐桌上過。而且也被教育成「紅蘿蔔不是非吃不可的東西」。
- 很喜歡到古着店買衣服，他自己說是因為不喜歡跟人家撞衫，對古着也有一定的研究。
- 家裡有超多運動鞋和帽子，帽子是他每天的必備品，家裡的收藏數量大概是100多頂。
- 右手手背上曾经有骷髏頭圖案的刺青。
- 左邊及右邊耳垂各有一個耳洞，另外還有肚臍環。
- 和後輩A.B.C-Z的橋本良亮關係很好。
- 跟團體中的丸山隆平感情很好，曾經在DVD中在村上的詢問下，說自己在沒有穿外褲的情況下被丸山咬了屁股。

## 暱稱
- 常見的暱稱是SUBARU、BARU、澁谷SAN、SHIBUYAN、SUBARU君、小老頭。
- 小時候因為會把自己的名字SUBARU說成SHUBABU，所以有個綽號是BABU，但這個綽號似乎只有老家的朋友才這麼叫。
- 會自稱是「OSSAN」或「SUBA CHAN」
- 2006年的演唱會上自我介紹時曾自稱是「SUBARU MAN」
- 在Johnny's Web上的不定期更新日記『チンパンジーから男前にメールがきたよ』裡，被安田稱呼為「SUBA」。原先本人十分不願意，但目前似乎比較常被稱呼為「SHIBUYAN」。
- 在個人會員直播裡，被來信粉絲愛稱為「貓貓/昴昴」，本人也在直播中覆述自己是「貓貓」（日文漢字寫法：猫猫），並曾有陣子將其稱呼標註於自己hashtag中。

## 參與演出

### 綜藝
- 堂本剛のDO-YA! 1996年 已結束播放
- Music Jump（NHK BS2・NHK BShi）1997年～2000年 已結束播放
- Kanjani Knight（關西電視台）1997年～1998年 已結束播放
- なんじゃに!?関ジャニ（關西電視台） 1998年 已結束播放
- 8時だJ（朝日電視台系列）1998年～1999年 已結束播放
- 京都ビストロジャーニー（朝日放送）1998年～1999年 已結束播放
- 関ジャニ一生懸命スペシャル大人への階段（關西電視台）1999年 已結束播放
- やったるJ（朝日電視台系列）1999年～2000年 已結束播放
- ピカイチ（NTV系列）1999年～2000年 已結束播放
- music-enta（朝日電視台系列）2000年～2001年 已結束播放
- ガキバラ帝国2000!（TBS系列）2000年～2001年 已結束播放
- ガキバラ!（TBS系列）2001年 已結束播放
- USO!?Japan（TBS系列）2001年～2003年 已結束播放
- J3 KANSAI（關西電視台、BS FUJI）2003年3月結束播放
- 裏ジャニ（TV TOKYO）2005年3月結束播放
- ∞のギモン（TV TOKYO）2005年9月結束播放
- ほんじゃに!（關西電視台、BS FUJI、tvk、千葉電視台、埼玉電視台、栃木電視台、福井電視台、岐阜放送、三重電視台）2007年4月結束播放
- 関ジャニ∞のジャニ勉（關西電視台、BS FUJI、tvk、千葉電視台、埼玉電視台、栃木電視台、福井電視台、岐阜放送、三重電視台）
- スカ☆J一番星 （TV TOKYO）2007年3月結束播放
- むちゃ∞ぶり （TV TOKYO）
- ザ・少年倶楽部（NHK BS2,BShi）※不定期出演
- 裸の少年（朝日電視台）※不定期出演
- 美味紳助（朝日電視台）※不定期出演
- 関ジャニ∞の代打屋（2007年12月29日 朝日電視台）
- それゆけ!ダイダマン2（2008年6月27日 朝日電視台）
- 関ジャニ∞の地球救出大作戦 Can! ジャニ～彼らはそれを可能にする～（朝日電視台）2008年10月4日開始播放
- 関ジャニ∞の明日はどっちだ！（NHK総合）2012年10月8日・15日・22日
- 応援ドキュメント 明日はどっちだ（NHK総合）2013年4月2日 -

### 電視劇
- 危险放课后 饰 田中春 1999年4～6月（朝日電視台）
- 怖い日曜日（第1話「8mmビデオの中の彼女」）1999年7月4日（NTV系列）
- All star 忠臣藏祭 1999年12月（NHK）
- 行け行けイケメン！/ハル 2000年1～3月（日本電視台）
- いちご薄書～大地の産声が聞こえる/英輔 2000年2月（日本電視台）
- 史上最悪的約會（第5話「占いオトコの爆弾地獄」）2001年1月7日（NTV系列）
- 柏拉圖式性愛/吉村卓 2001年9月（富士電視台）
- 関ジャニ∞青春drama serise「Double」（複体）/スバル&昴 2006年12月28日（關西電視台）
- 關西電視台開台50週年紀念special drama「ありがとう、オカン」/高村幸也 2008年10月（富士電視台系列）
- 24時間電視特別劇 只要活著就好 / 木下大輔 2011年8月20日（日本電視台）

### 電影
- 關八戰隊 /主演‧渋沢薫(Red) 2012年7月28日上映
- 關八戰隊2  /主演‧渋沢薫(Red) 2014年7月26日上映
- 味園ユニバース /主演‧大森茂雄 2015年2月14日上映

### 廣播
- 真夜中の少年たち（ABC RADIO）1997年～2002年 已結束播放
- おしゃべりランド（MBS RADIO）1997年～1998年 已結束播放
- ジャニーズJr.DOKIDOKIアフタースクール（LF）1998年～1999年 已結束播放
- 村上信五の週刊関ジャニ通信（ABC RADIO） ※不定期出演
- 聞くジャニ∞（MBS RADIO） ※不定期出演
- レコメン（文化放送）※不定期出演
- 関ジャニ∞ 渋谷すばるのスバラジ（NACK5）2010年10月3日～2018年6月30日(已結束播放)

### CM
- HOUSE食品「好きやねん」（関西地區限定播放）
- 東京NEWS通信社「TV GUIDE」（2006年聖誕節超特大號・2007年元月超特大號）
- 日清食品「日清炒麵U.F.O.」男道場　MEN篇（2007年3月）
- 日清食品「日清炒麵U.F.O.」男道場　幸運篇（2007年6月）
- 日清食品「日清炒麵U.F.O. NEXT GENERATION」「あなたならどっち」篇
- 日清食品「日清炒麵U.F.O.」男道場 圈外篇
- 日清食品「日清炒麵U.F.O.」男道場 滿月篇

### 舞台劇
※僅列出個人活動部分，團體共同參與的演出請參照關8相關欄目。
- 1997年8月 「KYO TO KYO」
- 1997年12月 「MASK」
- 1998年4月、7月～9月「KYO TO KYO」
- 2000年11月　「MILLENNIUM SHOCK」
- 2005年2月 「NEVER GONNA DANCE」
- 2008年1月 - 02月　「「未定」壹」
- 2009年9月4日～29日、10月13日～25日 「DREAM BOYS」

### 演唱會
※正式組成關8後的活動請參照關8相關欄目。

### 其他參與
- 1998年12月27日～1999年 1月 6日Johnnys Jr.「Johnny's Winter Concert」橫濱・大阪
- 1999年 5月 2日～ 6月20日Johnnys Jr.「Fresh Spring Concert '99」橫濱・大阪
- 1999年 8月13日～15日関西Jr.「FIRST LIVE」Zeep大阪
- 1999年10月 9日Johnnys Jr.「特急投球コンサート」（東京巨蛋 ）
- 1999年12月20日～25日関西Jr.「X'mas present」（大阪松竹座）
- 2006年8月29日・30日「渋谷すばるwith大倉BAND」（東京国際Forum），追加公演9月17日。
- 「澁谷昴 with FiVe LIVE 2008 FLAT FIVE FLOWERS」
2008年9月4日～2008年9月7日（大阪梅田藝術劇場）
2008年9月23日～2008年10月6日（東京台場・青海J地區特設會場「Johnnys Theater」）

## 影音作品
※有關以關8身份之活動，請參考關8相關欄目。

### 單曲
|                  | 發售日           | 名稱                | 規格                | 收錄專輯         | 排名             | 上榜回數         |                  |
| INFINITY RECORDS | INFINITY RECORDS | INFINITY RECORDS    | INFINITY RECORDS    | INFINITY RECORDS | INFINITY RECORDS | INFINITY RECORDS | INFINITY RECORDS |
| ---------------- | ---------------- | ------------------- | ------------------- | ---------------- | ---------------- | ---------------- | ---------------- |
| 1st              | 2015年2月11日    | 記憶/ココロオドレバ | CD+DVD (初回限定盤) | 未收錄           | 1位              | 10回             |                  |
| 1st              | 2015年2月11日    | 記憶/ココロオドレバ | CD (普通盤)         | 未收錄           | 1位              | 10回             |                  |

#### 數位單曲
| #             | 發售日                   | 名稱                               | 規格         | 收錄專輯                | 最高排名  | 最高排名  |
| #             | 發售日                   | 名稱                               | 規格         | 收錄專輯                | ORICON    | Billboard |
| World art     | World art                | World art                          | World art    | World art               | World art | World art |
| ------------- | ------------------------ | ---------------------------------- | ------------ | ----------------------- | --------- | --------- |
|               | 2019年9月13日            | ワレワレハニンゲンダ（我們人類啊） | 數位平台上架 | 1st Full Album 『二歳』 | －        | 27位      |
| 2019年9月20日 | アナグラ生活（洞穴生活） | －                                 | 數位平台上架 | 1st Full Album 『二歳』 | 44位      |           |
| 2019年9月27日 | ぼくのうた（我的歌）     | －                                 | 數位平台上架 | 1st Full Album 『二歳』 | 41位      |           |
| 1st           | 2020年7月3日             | 人                                 | 數位平台上架 | 2nd Full Album 『NEED』 | －        | 21位      |
|               | 2020年10月30日           | 風のうた（風之歌）                 | 數位平台上架 | 2nd Full Album 『NEED』 | －        | －        |

### 專輯

#### 原創專輯
|           | 發售日         | 名稱      | 規格                | 初期銷售  | 排名      | 上榜回數  |           |
| World art | World art      | World art | World art           | World art | World art | World art | World art |
| --------- | -------------- | --------- | ------------------- | --------- | --------- | --------- | --------- |
| 1st       | 2019年10月9日  | 二歳      | CD+DVD (初回限定盤) | 6.9萬張   | 4位       | 10回      |           |
| 1st       | 2019年10月9日  | 二歳      | CD (普通盤)         | 6.9萬張   | 4位       | 10回      |           |
| 1st       | 2019年11月6日  | 二歳      | LP (類比黑膠盤)     | 6.9萬張   | 4位       | 10回      |           |
| 2nd       | 2020年11月11日 | NEED      | CD（CD盤）          | 2.1萬張   | 4位       | 3回       |           |
| 2nd       | 2020年11月11日 | NEED      | LP (類比黑膠盤)     | 2.1萬張   | 4位       | 3回       |           |
| 3nd       | 2021年9月22日  | 2021      | CD+DVD(初回限定盤)  | 1.1萬張   | 9位       | TBA       |           |
| 3nd       | 2021年9月22日  | 2021      | CD (普通盤)         | 1.1萬張   | 9位       | TBA       |           |
| 3nd       | 2021年9月22日  | 2021      | LP (類比黑膠盤)     | 1.1萬張   | 9位       | TBA       |           |

#### 翻唱專輯
| 1st | 2016年2月10日 | 歌 | CD+DVD (初回限定盤) | 5位 | 9回 |
| 1st | 2016年2月10日 | 歌 | CD (通常盤)         | 5位 | 9回 |

### 影像作品
|                  | 發售日           | 名稱                             | 規格             | 商品編號                    | 排名             | 回數             | 回數             |
| DVD              | 發售日           | 名稱                             | 規格             | 商品編號                    | 排名             | BD               |                  |
| INFINITY RECORDS | INFINITY RECORDS | INFINITY RECORDS                 | INFINITY RECORDS | INFINITY RECORDS            | INFINITY RECORDS | INFINITY RECORDS | INFINITY RECORDS |
| ---------------- | ---------------- | -------------------------------- | ---------------- | --------------------------- | ---------------- | ---------------- | ---------------- |
| 1st              | 2015年9月16日    | 記憶 ～渋谷すばる/1562           | 2DVD             | JABA-5227~5228 (初回限定盤) | 2位              | 14回             | 4回              |
| 1st              | 2015年9月16日    | 記憶 ～渋谷すばる/LIVE TOUR 2015 | DVD+CD           | JABA-5229~5230 (通常盤)     | 2位              | 14回             | 4回              |
| 1st              | 2015年9月16日    | 記憶 ～渋谷すばる/LIVE TOUR 2015 | Blu-ray+CD       | JAXA-5024~25 (Blu-ray盤)    | 2位              | 14回             | 4回              |
| 2nd              | 2016年9月21日    | 渋谷すばる LIVE TOUR 2016 歌     | 3DVD             | JABA-5237~5239 (DVD盤)      | 1位              | 6回              | 8回              |
| 2nd              | 2016年9月21日    | 渋谷すばる LIVE TOUR 2016 歌     | 2Blu-ray         | JAXA-5032~33 (Blu-ray盤)    | 2位              | 6回              | 8回              |
| World art        |                  |                                  |                  |                             |                  | 6回              | 8回              |
| 3rd              | 2020年7月1日     | Documentary Film 「二歳と364日」 | 2DVD             | WQNL-41~42                  | TBA              | TBA              | TBA              |
| 3rd              | 2020年7月1日     | Documentary Film 「二歳と364日」 | BD               | WQXL-10010                  | TBA              | TBA              | TBA              |

### LIVE VHS
- 1998年7月29日 素顔
- 1999年9月22日 素顔2
- 2000年2月25日 ジャニーズJr.特急・投球コンサート10月9日東京ドームに大集合!!
- 2001年2月14日 素顔3

### 電視劇VHS、DVD
- 1999年9月16日 危險放課後
- 2002年3月15日 柏拉圖性愛